# Żaglowóz

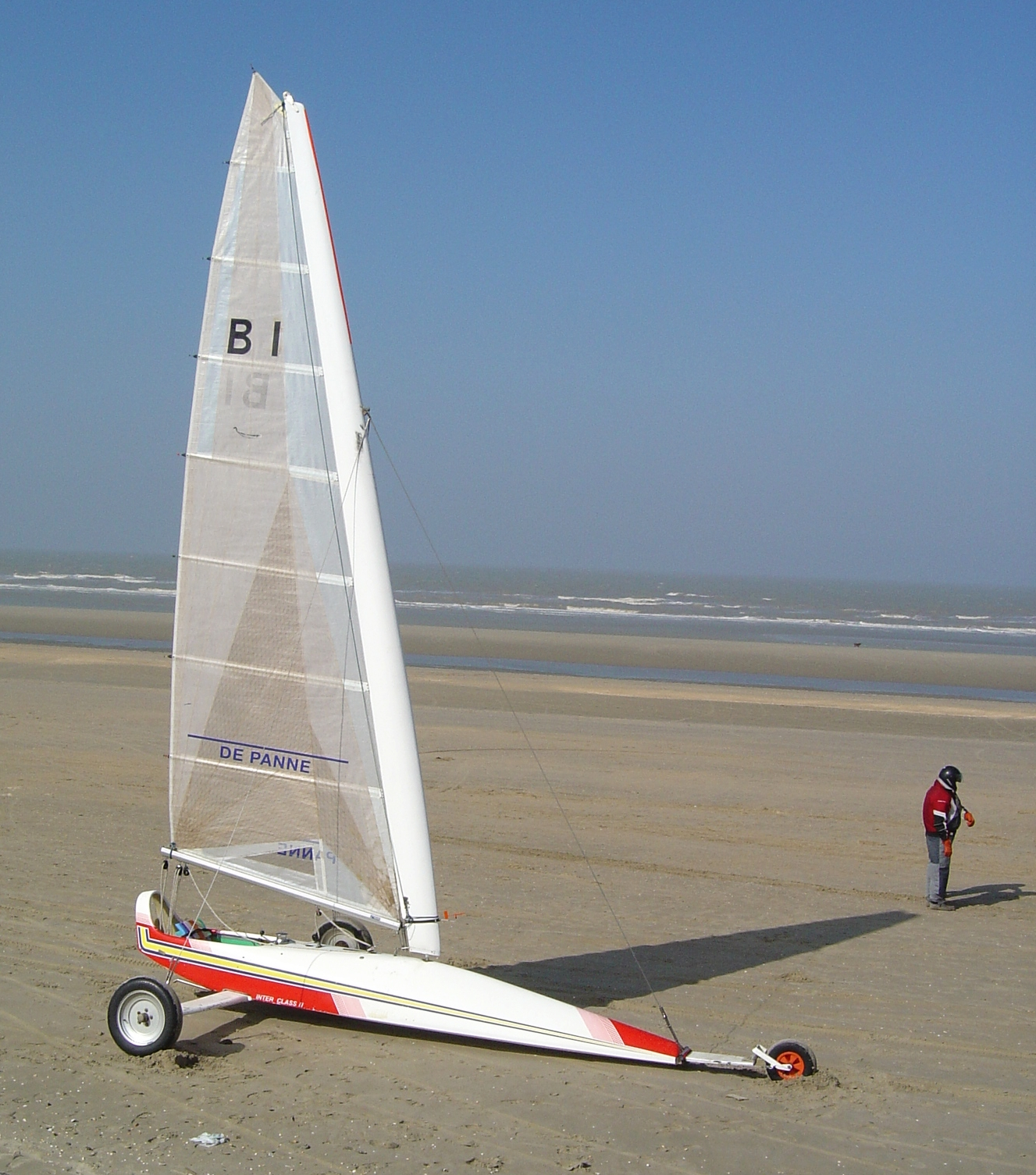
Żaglowóz na plaży w belgijskiej miejscowości De Panne (2006)

Żaglowóz (ang. land yacht) – jednostka używana w żeglarstwie lądowym, poruszająca się na kołach, napędzana siłą wiatru, której pędnikiem jest żagiel. Konstrukcja żaglowozu podobna jest do ślizgu lodowego, zwanego popularnie bojerem. Żeglarze lądowi zazwyczaj wykorzystują dno wyschniętych słonych jezior lub – dzięki zjawisku pływów – okresowo odsłaniane dno morza.

## Historia
W 1978 polski konstruktor i podróżnik Wojciech Skarżyński poprowadził wyprawę żaglowozową przez pustynię Gobi pojazdami własnego pomysłu i konstrukcji. Żaglowóz Skarżyńskiego powstał na zawieszeniu Junaka, resztę stanowiła aluminiowa konstrukcja. Podczas wyprawy przejechał wraz z Bogdanem Pigłowskim i Ryszardem Łuniewskim ponad 800 km pustyni Gobi – od Bucagan do Mandałgobi.
Trzydzieści lat później, w 2008, ekipa Skarżyńskiego powtórnie pokonała Gobi podobną trasą, przy użyciu dwóch żaglowozów o zmodyfikowanej konstrukcji.